# Petrophassa
Petrophassa is een geslacht van vogels uit de familie duiven (Columbidae).

## Soorten
Het geslacht kent de volgende soorten:
- Petrophassa albipennis – Witvleugelkwartelduif
- Petrophassa rufipennis – Roodvleugelkwartelduif